# Lecidea nylanderi
Lecidea nylanderi är en lavart som först beskrevs av Anzi, och fick sitt nu gällande namn av Theodor 'Thore' Magnus Fries. Lecidea nylanderi ingår i släktet Lecidea och familjen Lecideaceae.  Arten är reproducerande i Sverige. Inga underarter finns listade i Catalogue of Life.